# 杰尔姆·比斯利
杰尔姆·比斯利（英語：Jerome Beasley，1980年5月17日—），美国NBA联盟职业篮球运动员。他在2003年的NBA选秀中第2轮第4顺位被迈阿密热火选中。